# Gunda König
Gunda König (* 5. Januar 1945 in Langenlois) ist eine österreichische Schauspielerin und Sängerin.
König unterrichtete drei Jahre lang am Lycée français in Wien und absolvierte gleichzeitig eine Schauspielausbildung. Ihre ersten Engagements hatte sie am Stadttheater Klagenfurt und bei den Komödienspielen in Porcia. In Wien spielte sie dann am Theater der Jugend, am Volkstheater und als Musicaldarstellerin am Theater an der Wien. Daneben wirkte sie an Hörspielen (Internationaler Hörspielpreis prix futura) und Fernsehserien (Mundl – Ein echter Wiener geht nicht unter).
1975 gründete sie mit ihrem Ehemann Dieter Kaufmann das K&K Experimentalstudio, mit dem sie Tourneen im In- und Ausland unternahm, bei Festivals in Europa, Nord- und Südamerika teilnahm und Schallplattenaufnahmen realisierte. Sie wirkte in Opernproduktionen mit, trat in Stücken von Schriftstellern wie Molière, Pedro Calderón de la Barca, Heinrich von Kleist, Johann Nestroy, Michael Ende, Peter Turrini und Elfriede Jelinek auf und gibt Chansonabende. Schriftsteller und Komponisten wie Gottfried von Einem, Kurt Schwertsik, Heinz Karl Gruber, Bruno Liberda und Alexander Widner haben für sie geschrieben. König unterrichtet Sprecherziehung an der Hochschule für Musik und darstellende Kunst in Wien und an der Universität Klagenfurt.